# Schlieren
Schlieren —en alemán de Zúrich: Schlierä— es una ciudad y comuna del área metropolitana de Zúrich, en el distrito de Dietikon, en el cantón de Zúrich de Suiza.

## Historia
El hallazgo arqueológico más antiguo descubierto en el cantón de Zúrich es un hacha de mano —bifaz— de los Neandertales de la Edad de Piedra, que fue encontrada en Schlieren, y datada en el año 100.000 A.C.
Hasta el año 1415, Schlieren perteneció a los Habsburgos. Tras la conquista de Argovia por parte de los confederados, pasó a formar parte de la comuna de Baden. En 1803 Schlieren fue asignado al cantón de Zúrich.
En 1777 el ministro Heinrich Keller fundó en Schlieren, la primera "escuela de sordo-mudos" en Suiza. Gracias a la proximidad con la ciudad de Zúrich y las facilidades de transporte —tranvía o S-Bahn— Schlieren mostró un gran crecimiento de la población desde 1930 —incrementándose en unos diezmil habitantes, en ochenta años—.

## Geografía y demografía

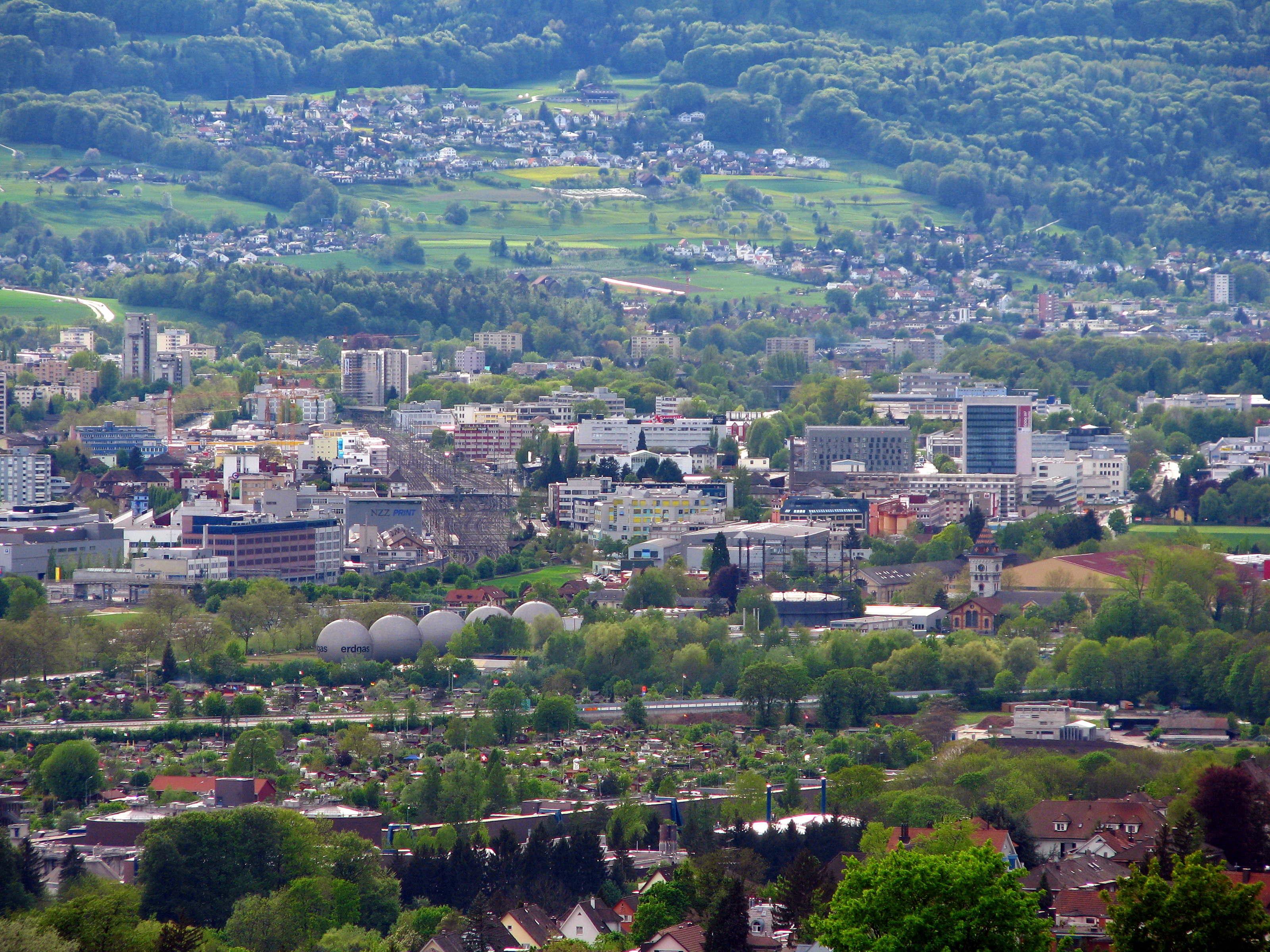
Vista de Schlieren desde la colina Käferberg, en Zúrich.

Schlieren se encuentra al sur del río Limmat, en el Valle del Limmat —en alemán: Limmattal—, y al oeste de Zúrich, siendo parte de su zona metropolitana. Limita al norte con las comunas de Unterengstringen y Oberengstringen, al este y sureste con Zúrich, al sur con Uitikon, al suroeste con Urdorf, y al oeste con Dietikon.
Schlieren tiene una superficie de 6,6 km², de la cual casi el 20% se utiliza con fines agropecuarios, mientras que el 28% está cubierto de bosques. El resto del municipio —salvo un 2%, que pertenece a ríos montañas o glaciares—, está construido —un 50%—.
Del terreno urbanizado, el 72% son viviendas y edificios, mientras que el 28% restante son infraestructuras de transporte.

### Demografía
Schlieren tiene una población —en 2007— de 13.860 habitantes —en 6.262 hogares—, de los cuales el 42,5% son extranjeros.
La distribución por sexos del municipio está dividida en un 50,6% de hombres y un 49,4% de mujeres.
En los últimos 10 años, la población ha crecido el 10%. La mayoría de la población —aproximadamente un 71%— habla alemán de Suiza, y el italiano es la segunda lengua de mayor uso —8,5%—, seguida del serbo-croata —4,4%—.
La distribución por edades de la población en 2000 era de un 20% de niños y adolescentes —menores de 20 años—, un 64% de adultos —entre 20 y 64 años— y un 16% de personas de la tercera edad —mayores de 64 años—. En Schlieren el 59% de la población —entre los 25 y 64 años— han completado la educación secundaria superior o la educación universitaria. *100
En el 2005, Schlieren tenía una tasa del 80% de población activa, y una tasa de desempleo del 4,23%. La población activa se repartía en un 0,5% en el sector primario, un 24% en el sector secundario, y un 75% en el sector terciario. En el 2007, el 39% de la población activa estaban empleada a tiempo completo, y el 61% a tiempo parcial.
En las elecciones de 2007, el partido más votado fue la Unión Democrática del Centro (SVP), que recibió el 40,8% de los votos. Los siguientes tres partidos más populares fueron: Partido Socialista Suizo (SPS) con un 21,1%, el Partido Liberal Radical (FDP) con un 10,1% y el Partido Demócrata Cristiano (CVP) con un 9,3%.
En el censo de 2000, el 39,5% de la población se reconoció como católica, el 27% perteneciente a la Iglesia Reformada de Suiza —protestante— y el 2,5% a otras iglesias protestantes. El 10% de la población es musulmana, el 15,2% pertenece a "otra religión". En el mismo censo, el 4,7% de la población prefirió no declarar su religión, y el 9,2% se definió como ateo o agnóstico.

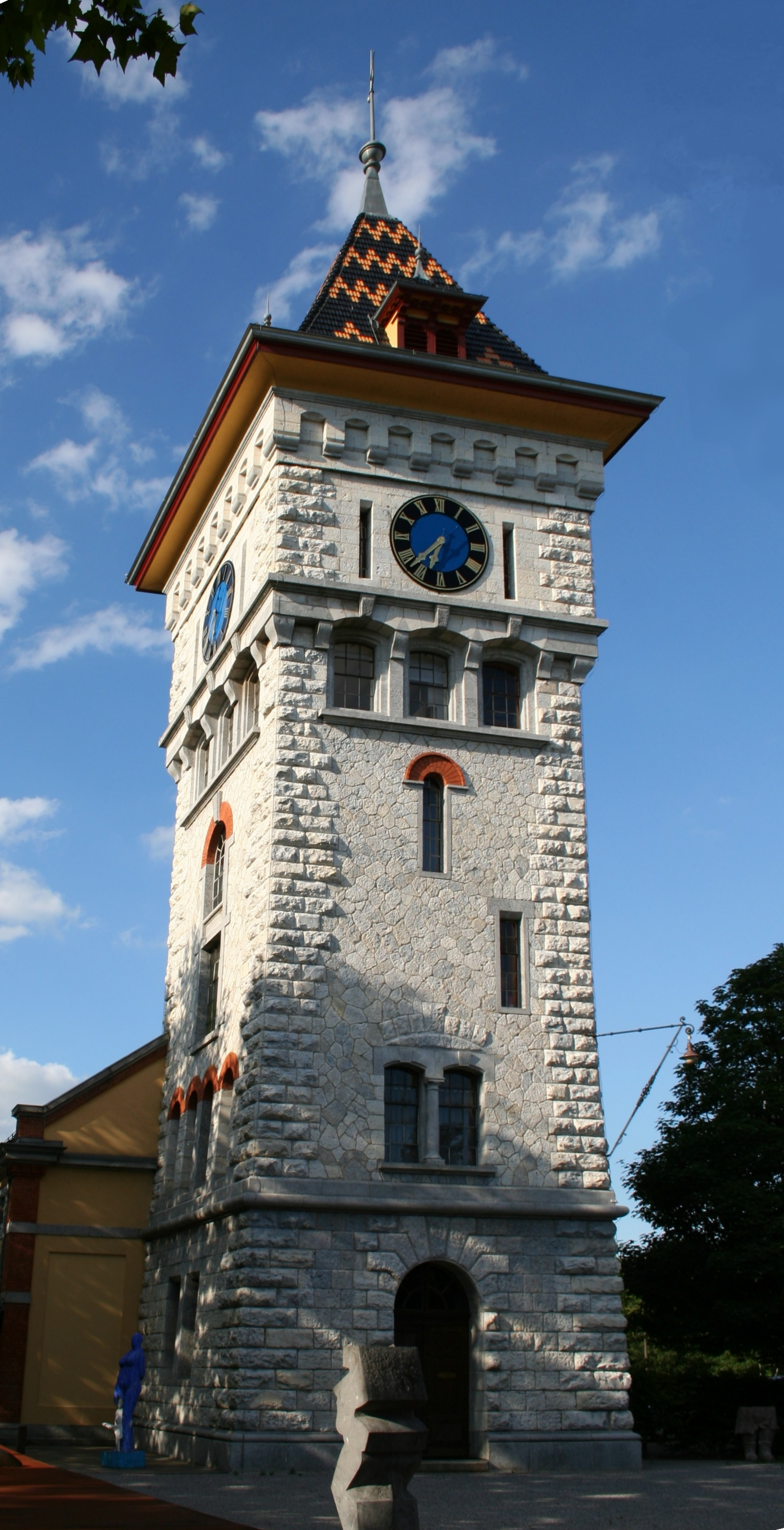
La torre de la fábrica de gas —llamada "Gaswerk"— actualmente es parte del Museo del Gas —"Gasi-Museum"—.

## Transportes
Ferrocarril
Schlieren es una parada de las líneas S 3  y S 12 , del S-Bahn de Zúrich.

## Lugares de interés
- La instalación antigua de gas.
- El museo local y varios parques de la ciudad.
- La sala de escalada —rocódromo— cubierta, más grande de Europa.

## Política
El alcalde del pueblo, es Peter Voser, del FDP. Die Liberalen —Partido liberal-demócrata de Suiza—.